# Assassin's Creed (cómic preliminar)
Assassin's Creed es una novela gráfica de 16 páginas que se incluyó en la edición limitada de Assassin's Creed y mostró dos historias secundarias de Altaïr Ibn-La'Ahad y Desmond Miles.
La novela también se distribuyó a lps gerentes de ls tiendas de EB Games en 2007 para promover el juego. La historia sirvió de preludio al primer juego de Assassin's Creed, e introdujo a los dos protagonistas principales del juego.
Con Corey may como guionista, Patrick Desgreniers autor de la portada y Thierry Doizon junto a David Levy en los dibujos.

## Argumento
La historia de la novela comenzó con Desmond Miles y su huida de las instalaciones de Industrias Abstergo en el año 2012, pero luego cambió de bando cuando Desmond interactuó con el Animus y experimentó un recuerdo de Altaïr del año 1991. Altaïr tuvo la tarea de realizar varios asesinatos de caballeros templarios dentro de la ciudad de Acre.
Ambos lados de las historias de los narradores se sincronizaron entre sí y tenían el mismo mensaje representado en dos contextos de tiempo diferentes. Desmond se presentó primero al principio de la novela al explicar quién era y qué le había sucedido. Se describió a sí mismo como un prisionero, y que no sabía qué querían estos hombres ni por qué lo habían secuestrado.
Más tarde, Desmond se sincronizó con los recuerdos de Altaïr y este último se explicó a sí mismo como un cazador, y que cazó a estos hombres para saber quién los había guiado y que habían planeado. Esto creó un vínculo entre los dos Asesinos donde ambos explicaron quienes eran y que hicieron. Hacia el final de la historia, ambos se volvieron a presentar como Asesinos y esa fue su visa.
En la introducción de Desmond, se le vio moverse por el exterior del complejo y evitando a los guardias de seguridad de Abstergo que lo habían perseguido por toda la instalación. Entró y viajó en silencio a través de los respiraderos de la instalación y casi fue atrapado por un guardia en particular. El hombre sospechaba de los ruidos que se escuchaban en las rejilla de ventilación, pero más tarde los descartó como nada y continuó patrullando su sector.
Luego se vio a Desmond agazapado directamente detrás del guardia en una abertura en el respiradero mientras el guardia respondía a las precauciones de su colega  afirmaba que su sector estaba despejado. Desmond se escabulló detrás del tablero de Abstergo y entró en una gran sala que contenía el Animus. Se acercó y puso su mano en el dispositivo. El Animus brillaba poderosamente en respuesta, y Desmond fue transportado a su mente subconsciente cuando experimentó la recreación de la máquina en la memoria de asesinato de Altaïr.
Desmond vio la memoria de Altaïr en la que caminaba por las calles de Acre y entró en un estrecho callejón donde asesinó a u  caballero templario. Después de que el guardia fue enviado, Altaïr escaló una pared cercana para evitar ser detectado. la siguiente escena mostraba a varios guardias que miraban las calles de la ciudad y desconocían que Altaïr se movía rápidamente a través de los tejados en el fondo.
Saltó por el costado de un edificio y fuee descubeirto por un arquero en la azotea. Justo cuando el arquero gritó en alerta, Altaïr lo apuñaló y lo sacó de la cornisa. El arquero cayó al suelo y atrajo la atención de numerosos guardias.
Altaïr respondió al instante y saltó a la espalda de un guardia, que lo mató cuando Altaïr golpeó la cabeza del guardia contra el suelo. La historia luego regresó al futuro donde los miembros de la junta descubrieron a Desmond tendido en el Animus. Desmond se puso de pie y escapó de la sala del Animus, perseguido por los oficiales de Abstergo.
La historia luego regresó al pasado, donde Altaïr estaba involucrado en una batalla con los guardias templarios y estaba luchando contra ellos. Luego, la memoria se desincronizó y, por último, mostró que Altaïr retraía su hoja oculta, con los gurdias muertos a sus pies y Desmond acorralado por los miembros de la junta. Estaba preparado y listo para pelar.

## Curiosidades
- La maniobra que realizó Altaïr fue similar a cómo, en Assasin's Creed II, Ezio Auditore fue capaz de derribar a los guardias de los lugares altos después de los asesinó.
- En el cómic, Altaïr no lleva más armas que su hoja oculta.
- El exterior del Laboratorio de Abstergo podría verse en la novela gráfica.
- Las viñetas y el guio gráfico de la era moderna, donde narró Desmond, fue creada por Thierry Doizon, las viñetas y el guion gráfico de la época de las Cruzadas, donde narró Altaïr, fue creada por Davida levy y la portada fue obra de Patrick Desgreniers.